# Accident nucléaire de Tokaimura
Il y eut deux accidents nucléaires de Tokaimura à la centrale nucléaire de Tōkai au Japon :
1. le 11 mars 1997, une explosion dans une usine de traitement du combustible nucléaire usé de la Dōnen.
2. le 30 septembre 1999, un sérieux accident de criticité dans une usine de fabrication du combustible de JCO (en).

Lorsque l'année n'est pas spécifiée, dans la plupart des cas, l'incident de 1999 est celui auquel on se réfère.

## En 1997
Le premier accident nucléaire de Tokaimura se déroule le 11 mars 1997, dans une usine de retraitement nucléaire de la Dōnen. Il est appelé en japonais l'accident Dōnen (動燃事故, Dōnen jiko).
Dans la nuit du mardi 11 mars 1997, une petite explosion se produit dans une usine de retraitement nucléaire de la Dōnen. Les fenêtres sont brisées et de la fumée s'échappe dans l'atmosphère. Le jeudi, des travailleurs réparent trente fenêtres brisées et trois portes avec du ruban adhésif. Elles avaient été endommagées lors de l'explosion. Au moins 37 travailleurs sont exposés à des niveaux faibles de rayonnement pendant l'incident.
Une semaine après l'événement, des météorologues détectent des niveaux exceptionnellement élevés[Combien ?] de césium à 25 km au sud-ouest de la centrale.

## En 1999
Le deuxième et plus grave accident nucléaire de Tokaimura (東海村JCO臨界事故 (Tōkai-mura JCO-rinkai-jiko)) s'est déroulé le 30 septembre 1999,,, provoquant deux morts. C'est le pire accident nucléaire au rayonnement au Japon avant l'accident nucléaire de Fukushima de 2011.
L'accident de criticité se passe dans un établissement de fabrication de combustible à l'uranium exploité par JCO (en) (anciennement Japan Nuclear Fuel Conversion Co.), une filiale de Sumitomo Metal Mining Co. dans le village de Tōkai dans la préfecture d'Ibaraki.
Trois agents de la centrale, Hisashi Ouchi, Masato Shinohara et Yutaka Yokokawa, préparaient un petit lot de combustible pour le réacteur à neutrons rapide expérimental Jōyō, utilisant de l'uranium enrichi à 18,8 % avec le radionucléide fissile U-235 (le reste étant de l'U-238 fertile seulement). C'est le premier lot de combustible de JCO pour ce réacteur en trois ans, et aucune exigence de qualification et de formation appropriée ne semble avoir été établie pour préparer le personnel  à cette tâche. Vers 10 h 35, un réservoir de précipitation atteint une masse critique quand son niveau de remplissage, contenant environ 16 kg d'uranium, atteint environ 40 litres.

### Détails
La masse critique est atteinte lorsque les techniciens ont ajouté un septième godet d'une solution aqueuse de nitrate d'uranyle dans le réservoir. La réaction en chaîne de la fission nucléaire devient alors autonome et commence à émettre des rayons gamma intenses et un rayonnement neutronique. Au moment de l'accident de criticité, Ouchi se tenait près du réservoir tandis que Shinohara était sur une plate-forme pour verser la solution et que Yokokawa était assis à un bureau à quatre mètres. Les trois techniciens observent un flash bleu (peut-être dû à l'effet Vavilov-Tcherenkov) et l'alarme de radiation gamma se met à sonner.
Les techniciens Ouchi et Shinohara éprouvent immédiatement des douleurs, des nausées, de la difficulté à respirer et d'autres symptômes. Ouchi commence à vomir dans la salle de décontamination quelques minutes plus tard et perd connaissance peu de temps après. Il n'y a pas eu d'explosion, mais des produits de fission (des fragments de fission de l'U-235 avec des masses atomiques d'environ 95 et 137, comme l'yttrium-94 et le baryum-140) sont progressivement libérés à l'intérieur du bâtiment.
Le processus en cours était un processus humide, avec un résultat liquide prévu. L'eau présente a donc favorisé la réaction en chaîne en servant de modérateur à neutrons par lequel les neutrons émis par les noyaux fissionnés sont ralentis, de sorte qu'ils sont plus facilement absorbés par les noyaux voisins, ce qui leur permet d'induire une fission à leur tour. La criticité s'est maintenue par intermittence pendant environ vingt heures. Lorsque la solution se met à bouillir vigoureusement, les bulles de vapeur atténuent l'action de l'eau liquide en tant que modérateur de neutrons (voir coefficient modérateur) et la solution perd sa criticité. Cependant, la réaction reprend lorsque la solution refroidit et que les vides disparaissent.
Le lendemain matin, le personnel arrête définitivement la réaction en drainant l'eau d'une gaine de refroidissement entourant le réservoir de précipitation puisque cette eau servait de réflecteur de neutrons. Une solution d'acide borique (le bore étant un bon absorbeur de neutrons) est ensuite ajoutée au réservoir pour s'assurer que le contenu restait sous-critique. Ces opérations ont exposé 27 agents à la radioactivité.

### Cause
La cause de l'accident est que les opérateurs ont ajouté une solution de nitrate d'uranyle qui contenait environ 16 kg d'uranium dans le réservoir de précipitation. Cela dépassait considérablement la limite d'uranium du réservoir de 2,4 kg et provoqua une réaction en chaîne nucléaire instantanée et incontrôlée. Selon la procédure, le nitrate d'uranyle aurait dû être stocké dans un réservoir tampon et ensuite pompé dans le réservoir de précipitation à des intervalles du niveau de volume correct ne dépassant pas 2,4 kg.
Dans ce cas-ci, les opérateurs ont contourné complètement les réservoirs tampons et ont versé le nitrate d'uranyle directement dans le réservoir de précipitation avec un godet en acier inoxydable plutôt que d'utiliser une pompe. Le réservoir tampon aurait effectivement tenu cette solution en toute sécurité, car il avait une géométrie haute et étroite et était conçu pour éviter la criticité. Cependant, le réservoir de précipitations n'avait pas été conçu pour contenir ce type de solution et n'était pas configuré pour empêcher la criticité.

### Évacuation
Cinq heures après le début de la criticité, sont évacuées quelque 161 personnes provenant de 39 foyers dans un rayon de 350 mètres autour du bâtiment. Les résidents sont autorisés à rentrer chez eux deux jours plus tard avec des sacs de sable et d'autres protections pour se protéger contre les rayonnements gamma résiduels. Douze heures après le début de l'incident, les résidents vivant dans un rayon de moins de 10 km sont invités à rester à l'intérieur de chez eux comme mesure de précaution, et cette restriction est levée l'après-midi suivant.

### Conséquences
La cause de l'accident est considérée comme une « erreur humaine et des manquements graves aux principes de sécurité » selon l'agence internationale de l'énergie atomique.

#### Irradiations
Des dizaines de travailleurs nucléaires et de résidents proches sont hospitalisés et des centaines de milliers d'autres sont obligés de rester confinés chez eux pendant 24 heures. Trente-neuf des travailleurs sont exposés à la radiation. Au moins 667 travailleurs, intervenants d'urgence et résidents proches sont exposés à des rayonnements excessifs à la suite de l'accident.
En mesurant la concentration de sodium 24, créé par une activation neutronique par laquelle les noyaux de sodium 23 sont rendus radioactifs en absorbant les neutrons de l'accident, il est possible de déduire la dose reçue par les techniciens. Selon la STA, Hisashi Ouchi a été exposé à 17 sieverts (Sv) de radiation, Masato Shinohara a reçu 10 Sv, et Yutaka Yokokawa 3 Sv,. En comparaison, une dose de 50 mSv est la dose annuelle maximale admissible pour les travailleurs nucléaires japonais. Une dose de 8 Sv (800 rem) est normalement mortelle et plus de 10 Sv presque obligatoirement. Le rayonnement de fond normal s'élève à une exposition annuelle d'environ 3 mSv. Il y avait 56 agents de l'usine dont les expositions variaient jusqu'à 23 mSv et 21 autres ont reçu des doses élevées lors de la vidange du réservoir de précipitations. Sept travailleurs situés immédiatement à l'extérieur de l'usine ont reçu des doses estimées à 6-15 mSv (effets combinés neutron et gamma).

#### Décès
Les deux techniciens ayant reçu les doses plus élevées, Ouchi et Shinohara, sont morts quelques mois plus tard. Ouchi a souffert de graves brûlures partout sur le corps, a subi de graves dommages aux organes internes et a perdu presque tous ses globules blancs. Shinohara a reçu de nombreuses greffes de peau, qui ont réussi, mais il a finalement succombé à une infection en raison des dommages subis par son système immunitaire lors de l'accident.